# Carlos Medellín Becerra
Carlos Eduardo Medellín Becerra (Bogotá, 14 de septiembre de 1962) es un abogado y profesor de Derecho.
Se ha desempeñado como Ministro de Justicia de Colombia y como diplomático al haber sido Embajador de Colombia ante el Reino Unido.

## Biografía
Nació el 14 de septiembre de 1962 en Bogotá, DC hijo de Carlos Medellín Forero y de Susana Becerra Álvarez. Su padre era magistrado de la Corte Suprema de Justicia de Colombia, fue tomado como rehén y asesinado durante la Toma del Palacio de Justicia de 1985. Está casado con María José Cano Busquets, hija del fallecido Guillermo Cano Isaza, exdirector de El Espectador. Juntos tienen tres hijos, María José, Adriana y Carlos. Actualmente litiga en distintas áreas del derecho, especialmente en el derecho público. Es socio fundador de la firma de abogados, Medellín & Durán Abogados, establecida en la ciudad de Bogotá en el año 2010. Es Árbitro de la Cámara de Comercio de Bogotá  y Conjuez del Tribunal Administrativo de Cundinamarca y del Consejo de Estado. Miembro de la Academia Colombiana de Jurisprudencia. Actualmente es profesor emérito de Derecho Romano en la Universidad del Rosario al haber dictado dicha materia durante más de 30 años.  

#### Estudios
Estudió su bachillerato en el Colegio Claustro Moderno. Más adelante estudiaría Derecho en la Universidad Externado de Colombia. Especializado en Derecho Público en la Universidad Nacional de Colombia y sobre esta misma materia en la Universidad Panthéon- Assas de Paris. 

#### Profesor de Derecho
Se ha desempeñado como profesor de Derecho Romano en la Universidad del Rosario por más de 30 años y también ha dictado dicha materia en la Universidad de la Sabana.  A su vez es profesor de la materia "Acciones Populares y de Grupo" dictada en la facultad de derecho de la Universidad Externado de Colombia. Dictó la materia Derecho Constitucional en el Colegio de Estudios Mayores de Administración (CESA) y en la Universidad de America. De igual manera es profesor de filosofía, ideas políticas e historia en el Colegio Claustro Moderno de Bogotá.

#### Obras Jurídicas
Es coautor de la obra "Lecciones de Derecho Romano" (Decimoséptima edición), junto con su abuelo el magistrado Carlos Medellín Aldana y su padre Carlos Medellín Forero. Otra de sus obras es "La interpretatio iuris y los principios generales del derecho. Corte Constitucional, Consejo de Estado, Corte Suprema de Justicia y Jurisdicción Especial para la Paz. 1991-2022". Así como coautor de la obra "Defensa judicial de las entidades públicas".  

#### Medellín & Durán Abogados
En el año 2010, Medellín se asoció junto al abogado Rodrigo Durán Bustos, para fundar la firma Medellín & Durán Abogados, oficina de abogados especializada en temas de Derecho Administrativo. La firma también ha manejado casos de múltiples áreas del Derecho, como el Constitucional, contratación estatal, acciones populares, Derecho disciplinario, responsabilidad fiscal, Derecho catastral entre otros. La firma hace parte de la Fundación Probono Colombia. La firma es miembro del American Bar Association (ABA) y desde el año 2022 ha sido ranqueada  por Chambers and Partners como una de las mejores firmas en Latinoamérica en Derecho Público.  Dentro del ranking de Chambers and Partners del año 2023 se incluyo también a  Medellín dentro del ranking de los mejores abogados en Derecho Público en toda Latinoamérica. Medellín & Durán ha atendido las más importantes acciones populares en Colombia, tales como, el TLC con los Estados Unidos, el saneamiento del Río Bogotá, la Ruta del Sol, el Cerrejón, Hidroituango, Metro de Bogotá, Caño Cristales, Recolección de Basuras de Bogotá, y Transmilenio entre otras.  

## Vida Política
Se ha desempeñado como director del Instituto Nacional de Radio y Televisión (INRAVISIÓN), Consejero de la Alcaldía Mayor de Bogotá, secretario jurídico de la Presidencia de la República, Ministro de Justicia y del Derecho, y embajador de Colombia ante el Reino Unido. 

### Ministro de Justicia y el Derecho
Medellín fue designado Ministro de Justicia y del Derecho de Colombia el 11 de enero de 1996. Como Ministro de Justicia y el Derecho se encargó de radicar la Ley de Extinción de Dominio, la cual buscaba principalmente castigar a los narcotraficantes, funcionarios corruptos y miembros de otras organizaciones criminales que hubiesen adquirido bienes de forma ilícita. Lo que implicaba que en caso de haber una sentencia condenatoria, el Estado pasaría a ser titular de los mismos. 
También elaboró y presentó al Congreso de la República, proyectos de ley sobre cooperación judicial internacional, aumento de penas para el narcotráfico, lavado de activos, iniciativas que se convirtieron en ley. Así mismo impulsó la ley estatutaria de la justicia, la ley de acciones populares y de grupo, y la ley de acción de cumplimiento. 
Finalmente, elaboró el proyecto de reforma constitucional para restablecer la extradición de narcotraficantes colombianos, el cual fue aprobado por el Congreso en el año 1998. 

### Embajador de Colombia ante el Reino Unido
El 7 de diciembre de 2006, Medellín fue designado Embajador de Colombia ante el Reino Unido de Gran Bretaña e Irlanda del Norte, y Embajador No Residente Concurrente ante la República de Irlanda, y presentó sus cartas credenciales a la Reina Isabel II en una ceremonia en el Palacio de Buckingham el 2 Marzo de 2007. Medellín renunció a su cargo, cuando un artículo de El Espectador reveló que Carlos Alberto Gaviria Vélez, hermano mayor de José Obdulio Gaviria Vélez (primo de Pablo Escobar), quien era en aquél momento asesor del presidente Uribe, estuvo directamente involucrado con Luis Carlos Molina Yepes, el hombre de dinero involucrado en la planificación del asesinato de Guillermo Cano Isaza, el suegro de Medellín. A su renuncia se sumó una anterior del Zar Anticorrupción, Rodrigo Lara Restrepo, quien renunció porque José Obdulio Gaviria Vélez le mintió deliberadamente sobre un artículo publicado por El Nuevo Herald de Miami, donde se hablaba de la muerte de su padre. Rodrigo Lara Bonilla. El resultado de las renuncias, ambas vinculadas al asesor del Presidente, generó una tormenta política en Colombia.